# Rubus vigilis
Rubus vigilis är en rosväxtart som beskrevs av Liberty Hyde Bailey. Rubus vigilis ingår i släktet rubusar, och familjen rosväxter. Inga underarter finns listade i Catalogue of Life.